# 勝山站
勝山站（日语：／ Katsuyama eki */?）是位於福井縣勝山市遲羽町比島，屬於越前鐵道的勝山永平寺線車站。車站編號為E23。本站為勝山永平寺線的終點站。

## 車站構造
本站的環境比較古舊，因此時常成為電影取景場地。車站入口的展板上使用了的舊字體「驛」，以「勝山驛」標示。此站是有人車站，整日設有職員當值。車站內設有臨時行李寄存服務。車站大樓在1914年（大正3年）啟用以來已經存在。在2004年（平成16年）2月17日登錄成為登錄有形文化財。在2013年車站大樓進行了翻新工程，回復當時的面貌。
此站設有2面3線的月台，當中包括鄰接車站大樓的1面1線單式月台和1面2線島式月台。從前除了繁忙時間外，只會使用單式月台。在2005年（平成17年）4月1日時間表修正後，1、2號月台會交替使用（當1號月台列車到達，2號月台列車會出發。2號月台列車到達時，1號月台列車會出發。）。島式月台的候車室與車站大樓一同成為登錄有形文化財。3號月台沒有營業列車使用，該月台停泊了作業線機械。
路軌在離開車站後還有100米的路段，該處曾經繼續通往京福大野站，在該區間廢止後用作留置線。該留置線現時設有列車夜間停泊，該處設有停止位置目標。車站附近設有單車停泊場和停車場（190個車位），也設有免費租賃單車（17架）服務。

### 月台
| 月台 | 路線          | 上下行 | 方向     |
| ---- | ------------- | ------ | -------- |
| 1、2 | ■勝山永平寺線 | 下行   | 福井方向 |

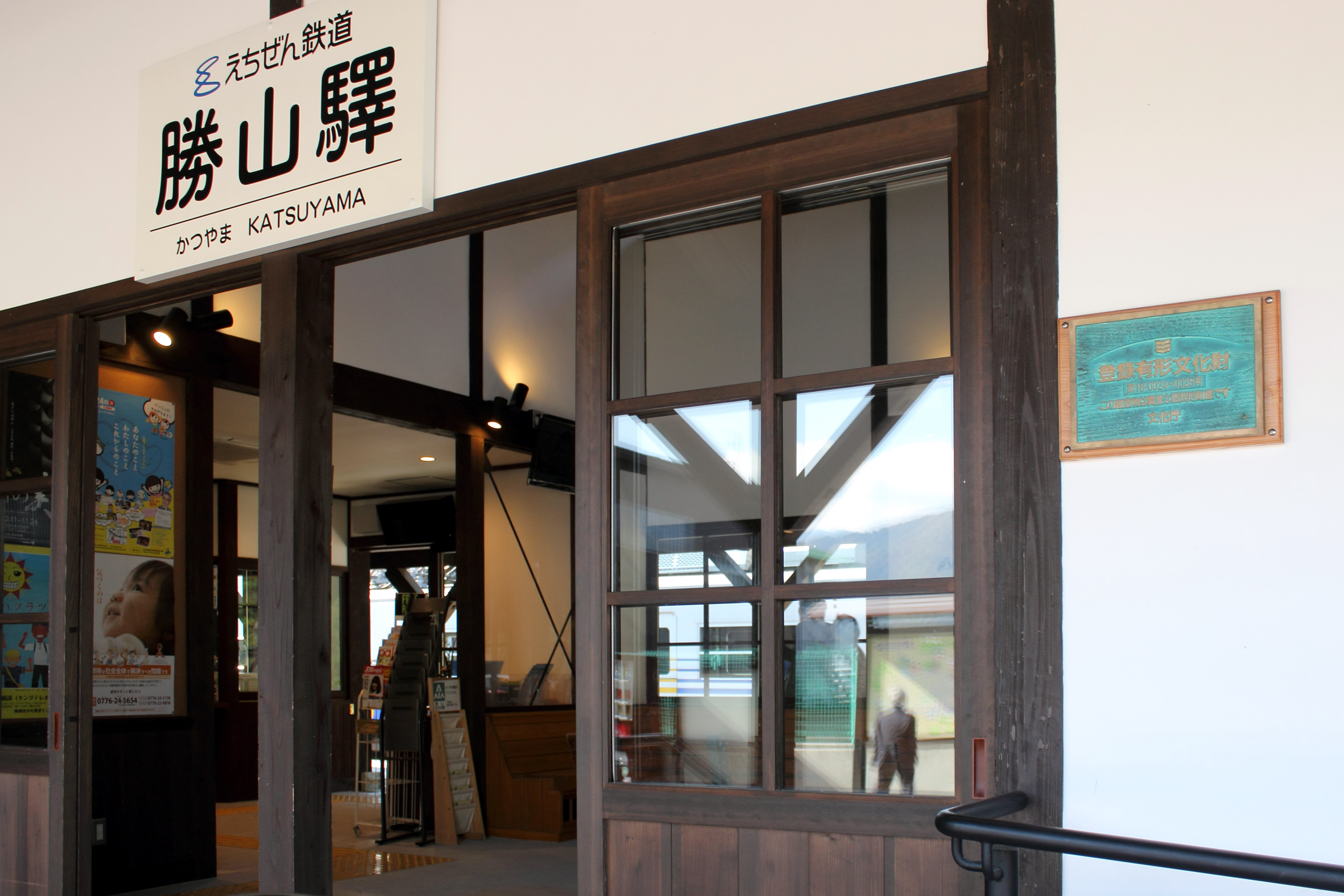
車站入口(2013年11月)
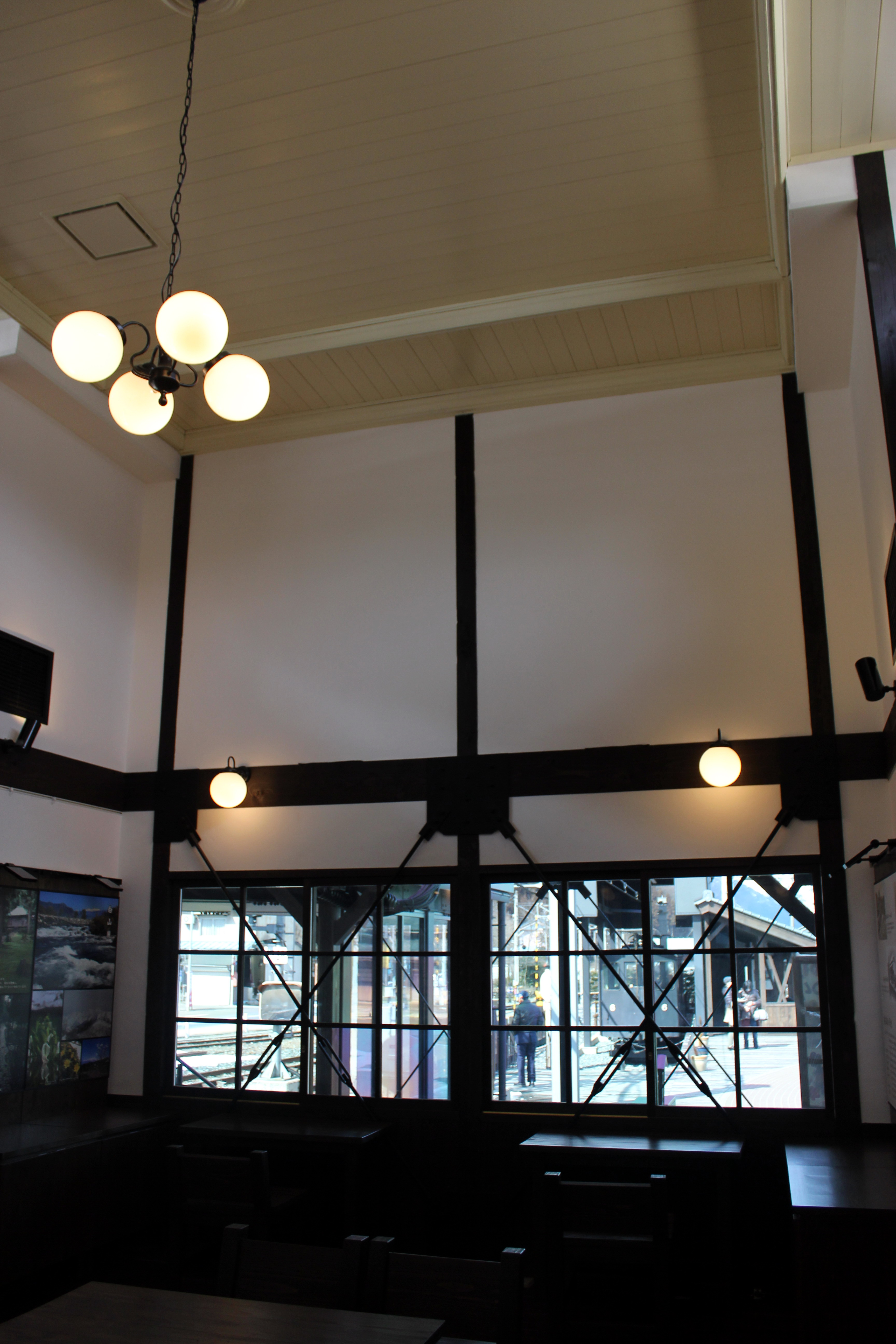
車站內部(2013年11月)
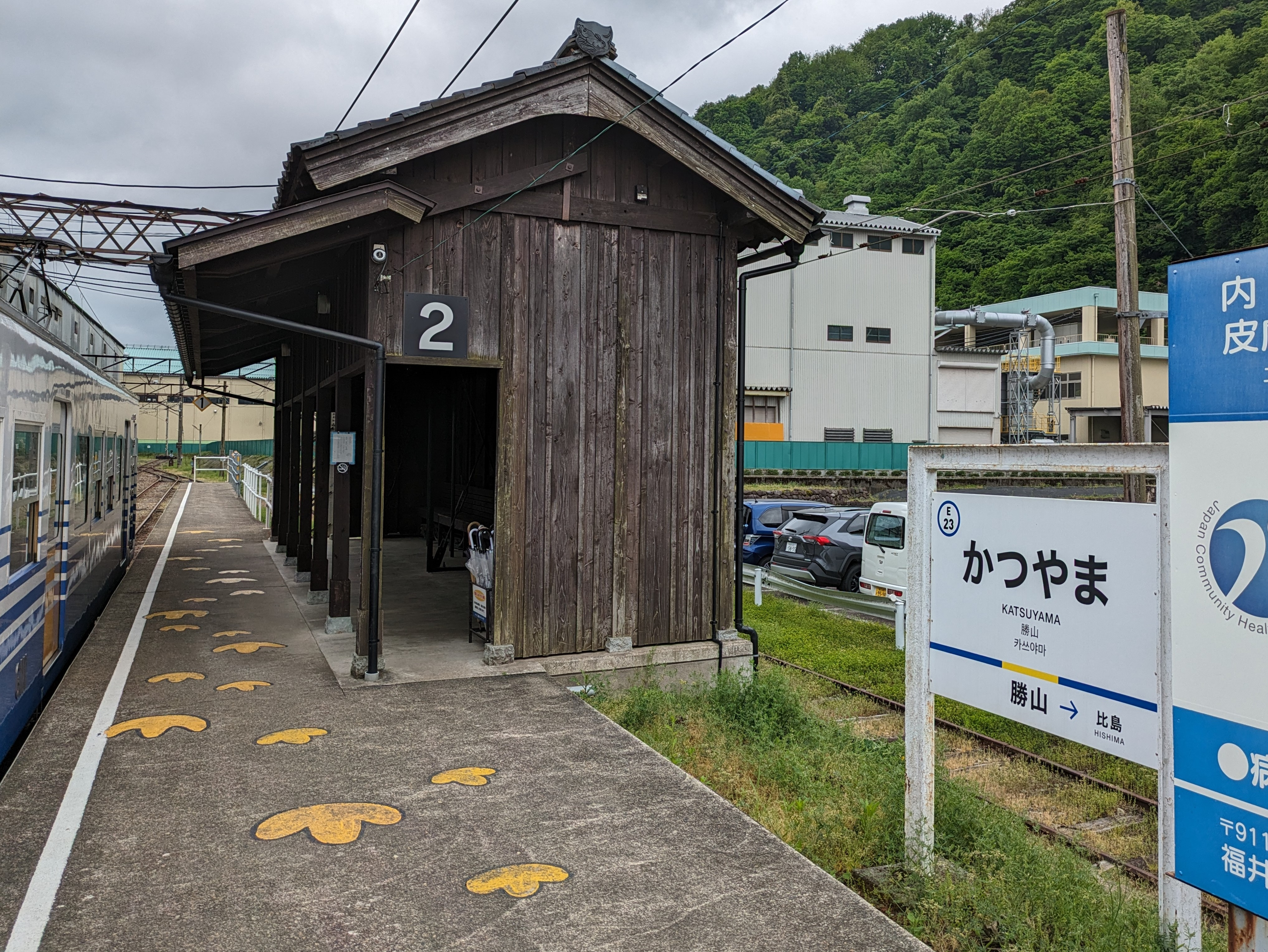
2號月台的候車室(2024年5月)
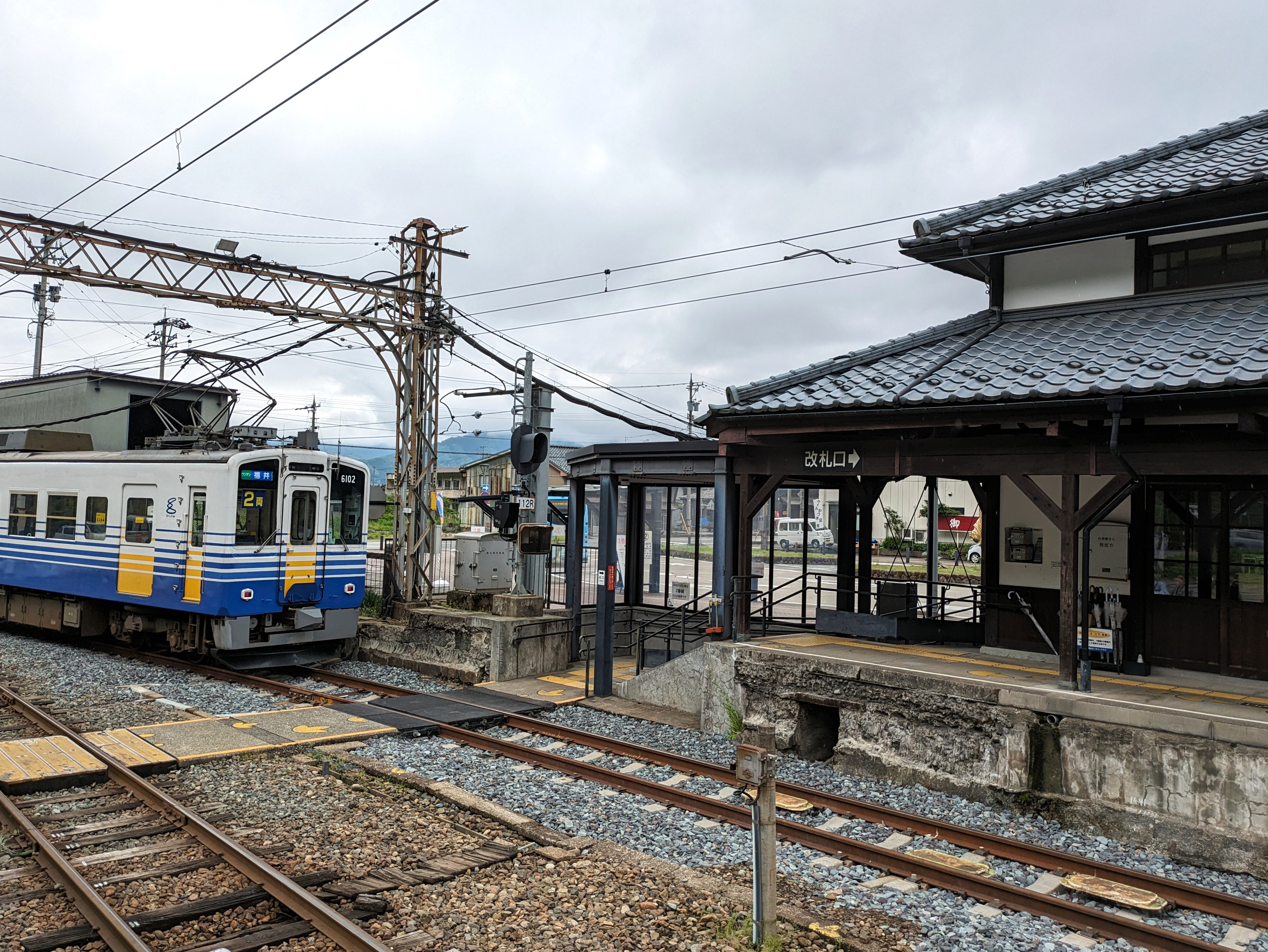
平交道(2024年5月)
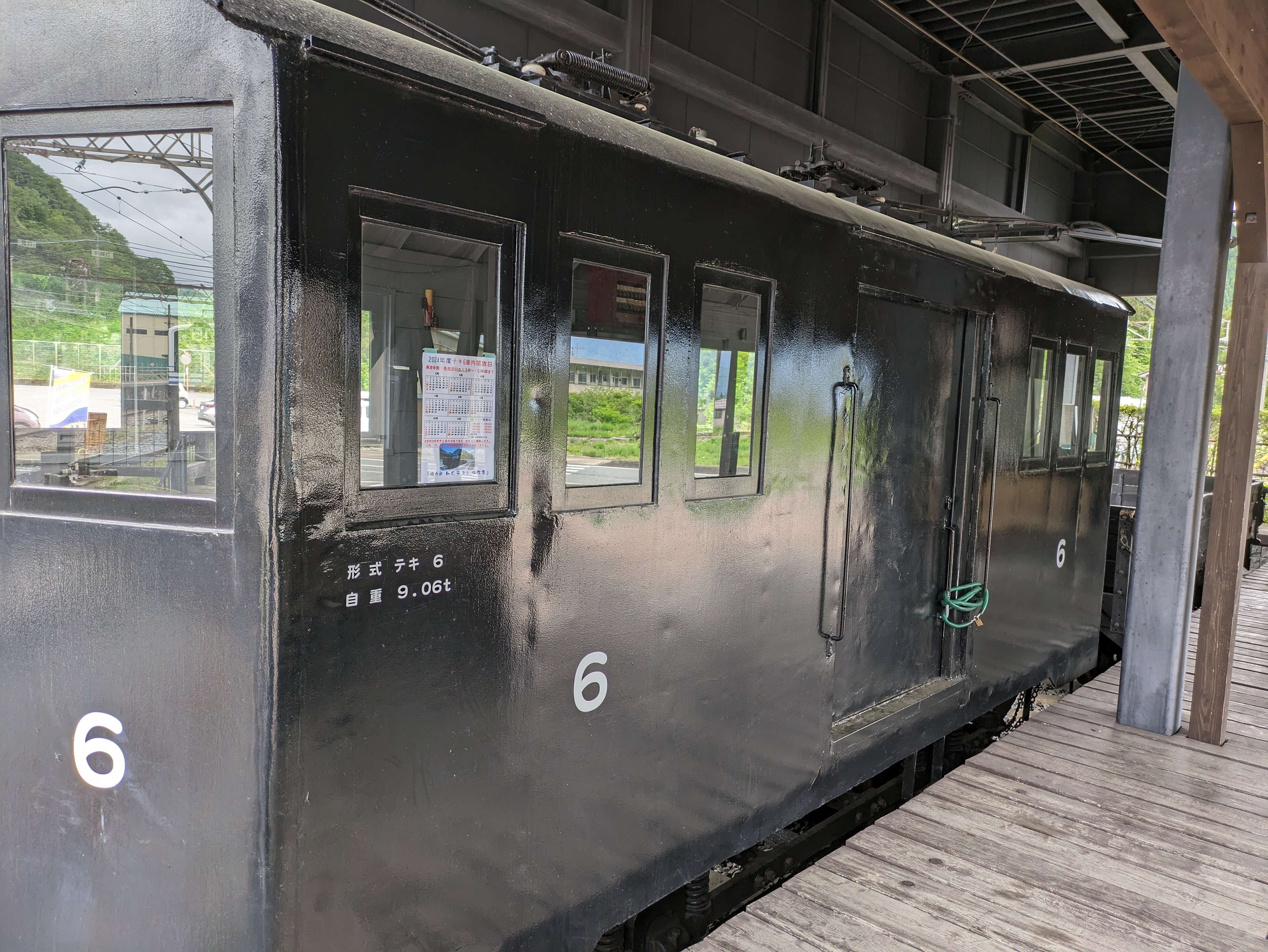
動態保存的 TeKi形電動機車（日语：京都電燈テキ6形電気機関車）(2024年5月)

## 歷史
- 1914年：

- 3月11日：京都電燈市荒川站（現時：越前竹原站）至勝山站之間開通，此站啟用。
- 4月10日：勝山至大野口之間開通。

- 1942年3月2日：京福電氣鐵道接管路線[9]。
- 1974年8月13日：勝山站至京福大野站（日语：京福大野駅）之間廢止[10]。此站成為終點站[11]。
- 1980年2月1日：結束貨運業務[1]。
- 2001年6月25日：由於半年內兩度發生嚴重事故（日语：京福電気鉄道越前本線列車衝突事故），被國土交通省中部運輸局（日语：中部運輸局）引用鐵道事業法（日语：鉄道事業法）勒令全線暫停服務[10][12]。
- 2003年：

- 2月1日：車站設施轉讓至越前鐵道。
- 10月19日：越前鐵道重開永平寺口～勝山路段，本車站亦重開。。

- 2011年11月23日：站前迴旋處落成，並開始使用[15]
- 2013年10月19日：站房翻新完成[16][6]。
- 2021年3月2日：車站周邊發生大規模山泥傾瀉[17]。勝山～山王之間暫停服務[18]。最初預計在4月下旬重開[19]，最後在同年4月6日重開[17][20][21]。
- 2024年10月11日：越前鐵道及福井鐵道均可使用ICOCA及全國通用IC卡付款[22][23]。

## 使用狀況
根據「勝山市統計書」，以下1日平均乘車人次列表：
| 乘車人次變化 | 乘車人次變化 |
| 年度         | 1日平均人次  |
| ------------ | ------------ |
| 2003年       | 301          |
| 2004年       | 338          |
| 2005年       | 359          |
| 2006年       | 349          |
| 2007年       | 346          |
| 2008年       | 350          |
| 2009年       | 335          |
| 2010年       | 339          |
| 2011年       | 329          |
| 2012年       | 341          |
| 2013年       | 322          |
| 2014年       | 346          |
| 2015年       | 395          |
| 2016年       | 388          |
| 2017年       | 380          |
| 2018年       | 407          |
| 2019年       | 407          |
| 2020年       | 224          |
| 2021年       | 275          |
| 2022年       | 340          |

## 車站周邊

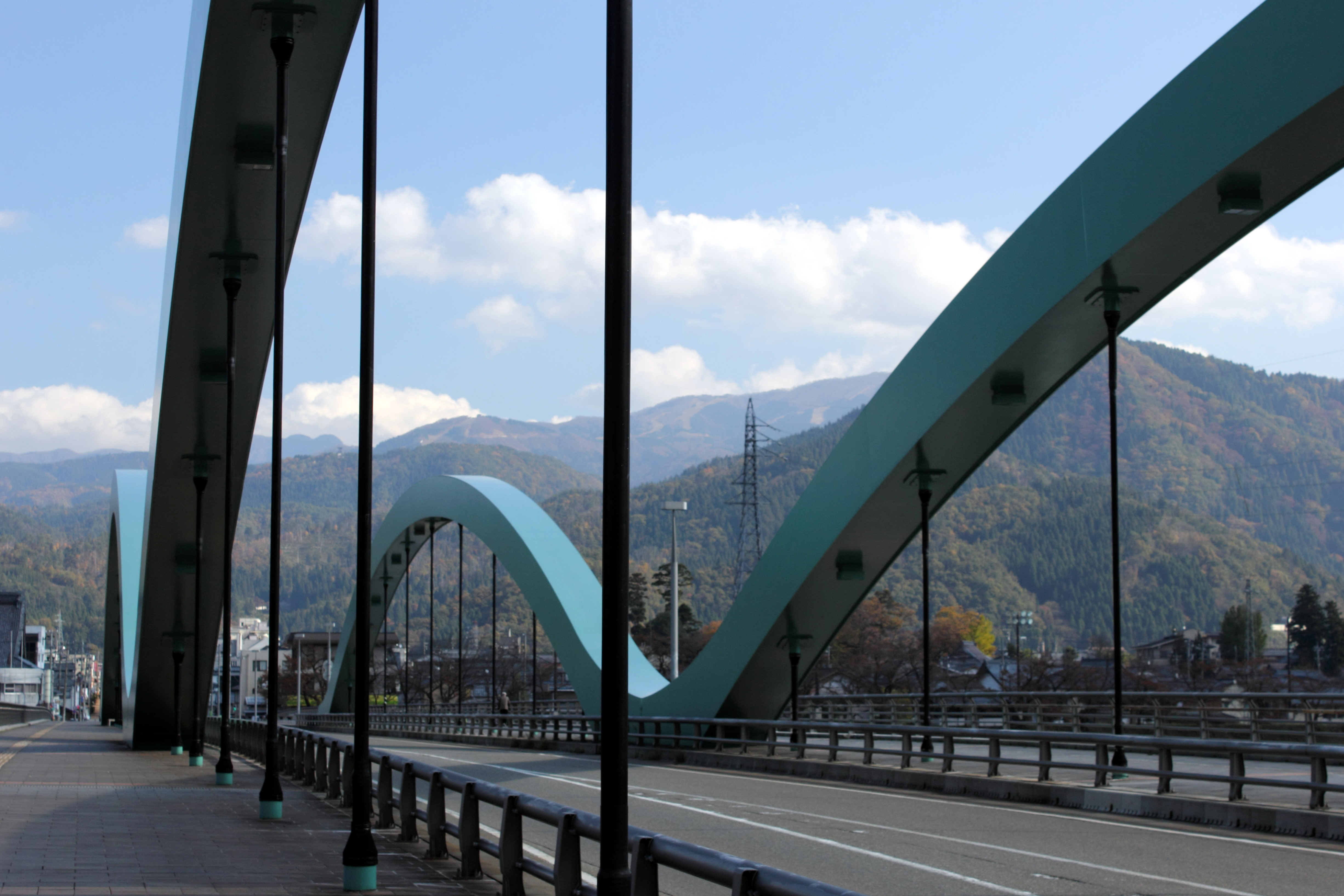
勝山橋

此站為勝山市玄關口車站。市區位於九頭龍川對面岸（西邊）。車站周邊設有大阪特殊合金的工場和站前商店。前往市區與周邊的觀光勝地需要在勝山橋越過九頭龍川。
- 勝山市政廳
- 勝山橋
- 勝山郵局（日语：勝山郵便局）
- 福井縣立恐龍博物館
- 越前大佛（日语：越前大仏）（清大寺）

## 相鄰車站
越前鐵道
■勝山永平寺線
□快速（只有上行班次）
發坂（E21）←勝山（E23）
■普通
發坂（E21）－（※）比島（E22）－勝山（E23）
（※）部分普通列車不停靠比島站。

## 外部連結
- 越前鐵道勝山站 （页面存档备份，存于）（日語）
- 越鐵Cafe的Facebook專頁
- - 國指定文化財等數據庫（日語）
- - 國指定文化財等數據庫（日語）